# Ludwig Leithe
|  | Dieser Artikel oder Abschnitt wurde wegen inhaltlicher Mängel auf der Qualitätssicherungsseite der Redaktion Geschichte eingetragen (dort auch Hinweise zur Abarbeitung dieses Wartungsbausteins). Dies geschieht, um die Qualität der Artikel im Themengebiet Geschichte auf ein akzeptables Niveau zu bringen. Dabei werden Artikel gelöscht, die nicht signifikant verbessert werden können. Bitte hilf mit, die Mängel dieses Artikels zu beseitigen, und beteilige dich bitte an der Diskussion! |

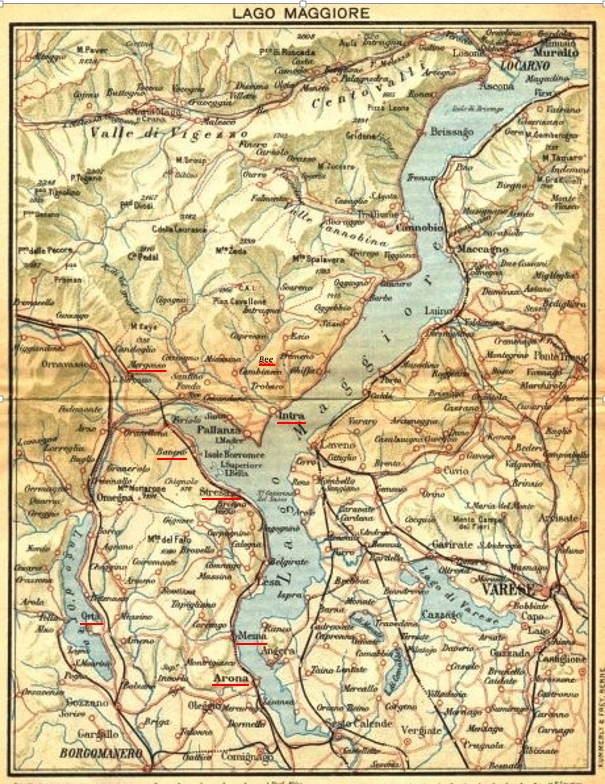
Karte des Lago Maggiore aus den 1930er Jahren, Orte der Massaker der SS an Juden rot unterstrichen

Ludwig Leithe (* 19. Juni 1920 in Witten) war ein SS-Oberscharführer.

## Leben
Leithe absolvierte nach dem Besuch der Volksschule eine Lehre als Dreher. 1938 trat er in die SS (SS-Nummer 363.656) ein. Am 25. Juni 1941 beantragte er die Aufnahme in die NSDAP und wurde zum 1. Juli desselben Jahres aufgenommen (Mitgliedsnummer 8.809.333). Im Jahre 1943 war er SS-Oberscharführer der Waffen-SS in der 4. Kompanie des SS-Panzergrenadier-Regiments 2, der SS-Panzergrenadier-Division Leibstandarte Adolf Hitler.
Leithe war einer der SS-Angehörigen, die den ersten Massenmord an Juden in Italien im September 1943 in dem mondänen Badort Meina durchführten. Das Massaker vom Lago Maggiore wurde ausgeführt von mindestens sechs Mitgliedern der SS-Panzergrenadier-Division Leibstandarte Adolf Hitler, Hans Röhwer, Hans Krüger, Herbert Schnelle, Friedrich Bremer, Oskar Schulz und Ludwig Leithe.

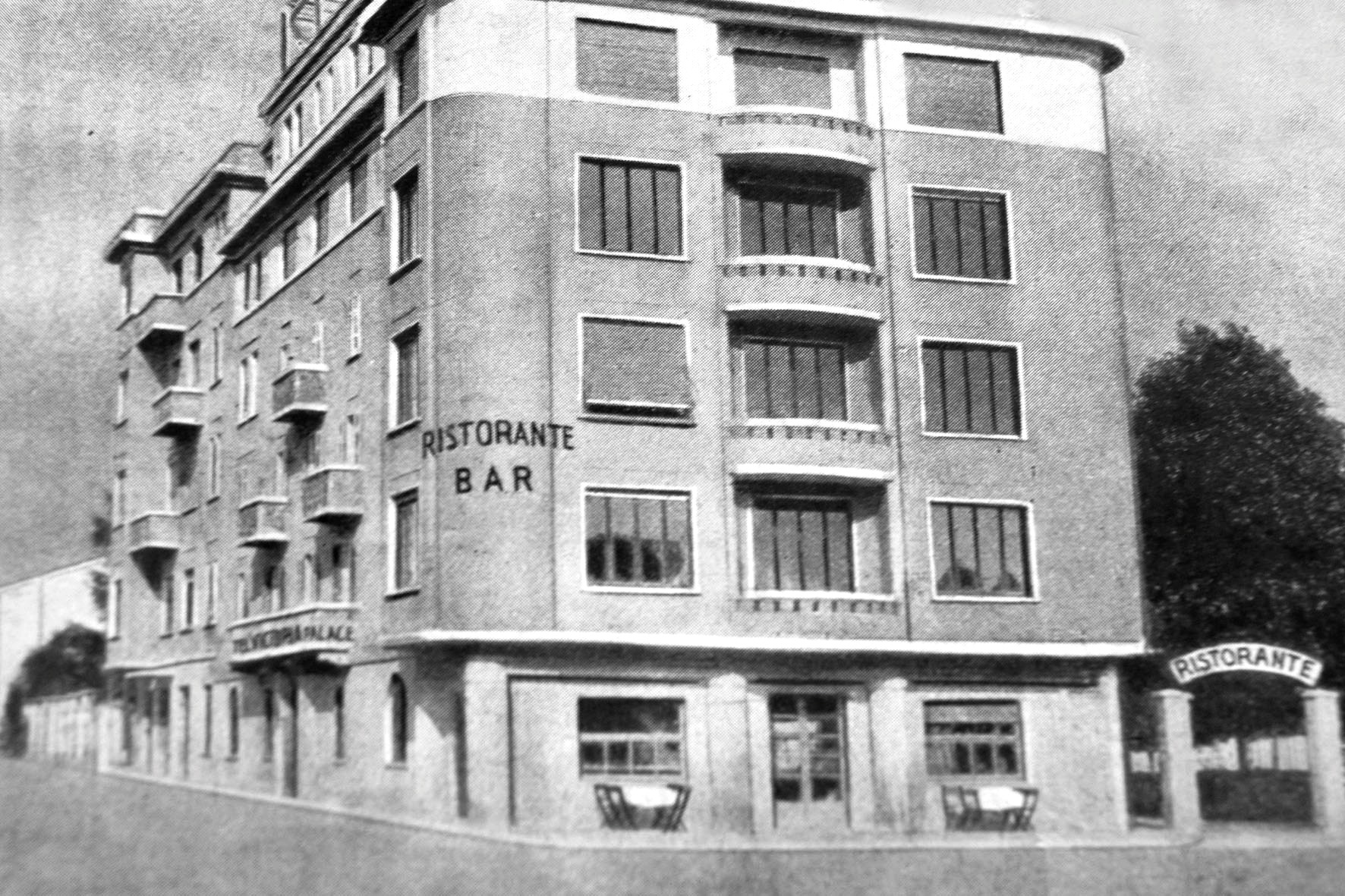
Hotel Meina, 1930er Jahre

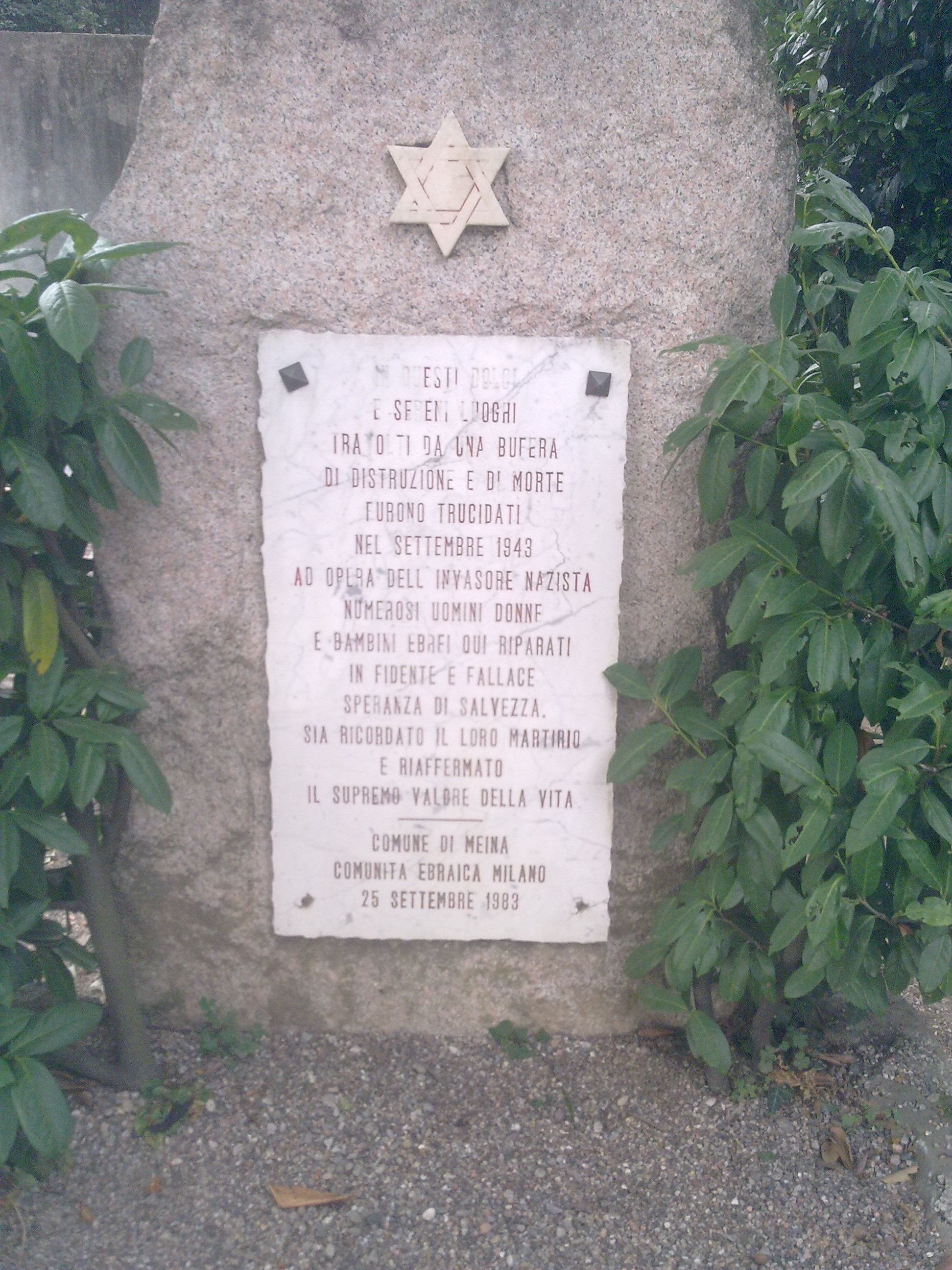
Gedenkstein an die jüdischen Opfer des Massaker vom Lago Maggiore

Gut zwanzig Jahre nach Ende des Krieges verurteilte das Landgericht Osnabrück in einem in Deutschland und im Ausland aufsehenerregenden Prozess am 11. Juli 1968 die drei Hauptbeteiligten Röhwer, Krüger und Schnelle zu lebenslänglichem Zuchthaus sowie Schulz und Leithe zu drei Jahren Haft. Der Bundesgerichtshof hob die Urteile in einer umstrittenen Entscheidung wegen angeblicher Verjährung auf. Die Bundesanwaltschaft blieb bei ihrer Auffassung, die Verbrechen seien nicht verjährt, konnte sich damit aber nicht durchsetzen.
Für die Morde am Lago Maggiore wurde somit kein Täter von einem deutschen Gericht jemals rechtskräftig verurteilt.